# Dmytro Zozula
Dmytro Wołodymyrowycz Zozulia, ukr. Дмитро Володимирович Зозуля (ur. 9 czerwca 1988 w Kijowie) – ukraiński piłkarz, grający na pozycji pomocnika.

## Kariera piłkarska

### Kariera klubowa
Wychowanek klubów Zmina-Obołoń Kijów i Dynamo Kijów, barwy których bronił w juniorskich mistrzostwach Ukrainy (DJuFL). 6 maja 2005 rozpoczął karierę piłkarską w drugiej drużynie Obołoni Kijów, a w 2006 debiutował w podstawowej jedenastce klubu. W 2008 został piłkarzem drugoligowego zespołu Kniaża Szczasływe. W styczniu 2009, po tym jak Kniaża została rozwiązana, przeszedł do FK Lwów. W sezonie 2008/09 rozegrał 10 gier w Premier-lidze. Na początku 2010 przeniósł się do Wołyni Łuck. Latem 2012 zasilił skład Bukowyny Czerniowce. Na początku 2014 został piłkarzem klubu Naftowyk-Ukrnafta Ochtyrka. Na początku 2015 wyjechał do Gruzji, gdzie 25 lutego 2015 podpisał kontrakt z Gurią Lanczchuti. 8 lipca 2016 przeniósł się do SK Zugdidi. Od 2017 bronił barw Arsenału Kijów.

### Kariera reprezentacyjna
W 2009 rozegrał 1 mecz w młodzieżowej reprezentacji Ukrainy.